# Zygmunt Wikliński
Zygmunt Wikliński (ur. 15 marca 1923 w Grudziądzu, zm. 18 grudnia 1975 w Grudziądzu) – polski bokser.

## Kariera
Naukę boksu rozpoczął w rodzinnym mieście w 1937 roku w klubie GKS Grudziądz, po wojnie wznowił swoją karierę w grudziądzkim klubie OM TUR. Startując w mistrzostwach Polski, zdobył brązowy medal w 1946, w kategorii półśredniej. W następnym roku przeniósł się do Zjednoczonych Bydgoszcz walcząc w jego barwach. Karierę sportową kontynuował i zakończył w klubie Stal Grudziądz. 
W pierwszych latach powojennych wyróżniał się w Polsce, wśród walczących zawodników w szermierce na pięści. 